# Георг Вільгельм Фрідріх Гегель
Геóрг Вільге́льм Фрі́дріх Гéгель, або Ґеóрґ Вільге́льм Фрі́дріх Гéґель, (нім. Georg Wilhelm Friedrich Hegel, 27 серпня 1770 — 14 листопада 1831) — німецький філософ XIX століття, який створив систематичну теорію діалектики. Її центральне поняття — розвиток — характеристика діяльності світового духу, його надрухи в царині чистої думки у висхідному ряду чимраз конкретніших категорій. Діалектику розглядали також як протиставлення тези, антитези й синтезу, розв'язання суперечностей.

## Біографія

### Ранні роки: 1770—1801
Гегель народився в родині фінансового чиновника. У віці семи років він пішов у Штутгартську гімназію, де виявив здібності до давніх мов та історії. 1788 року після закінчення гімназії Гегель вступив до  Тюбінгенської богословської семінарії. Тут він потоваришував із Фрідріхом Вільгельмом Шеллінгом і поетом Фрідріхом Гельдерліном. У студентські роки Гегель захоплювався Французькою революцією. У ці роки він навіть посадив разом із Шеллінгом «дерево свободи». 1793 року Гегелю присуджено ступінь магістра філософії. Того самого року він завершив навчання в інституті, після чого працював домашнім учителем у Берні та Франкфурті. У цей період Гегель створив так звані «теологічні роботи», опубліковані лише в XX столітті — «Народна релігія та християнство», «Життя Ісуса», «Позитивність християнської релігії».

### Єна, Бамберг і Нюрнберг: 1801—1816
Одержавши спадок, Гегель зміг розпочати академічну кар'єру. З 1801 року він став викладачем Єнського університету. Гегель співпрацював з Шеллінгом у виданні «Критичного філософського журналу». Того самого 1801 року він захистив дисертацію «Про орбіти планет». Гегель багато працював над створенням власної системи, пробуючи діаметрально різні підходи до її обґрунтування. 1807 року він опублікував «Феноменологію духу», першу зі своїх значних робіт. Ряд яскравих образів «Феноменології» (частину рукопису якої Гегель дивом врятував при вторгненні французьких військ у Єну) — «діалектика раба і пана» як етюд про волю, що можлива тільки через рабство, концепція «нещасливої свідомості», а також могутньо заявлене вчення про історичність духу одразу привернули до себе увагу, й їх обговорюють і донині.
Залишивши Єну, Гегель (за допомогою свого друга Ф. І. Нітгаммера) влаштувався редактором «Бамберзької газети» в Баварії. Незважаючи на помірний характер публікацій, газету незабаром закрито з цензурних міркувань. З 1808 до 1816 років Гегель — директор гімназії в Нюрнберзі. 1811 року він одружився (крім того, що він мав дітей у шлюбі, був у нього й позашлюбний син), а незабаром опублікував одну з центральних своїх праць — «Науку логіки» (у трьох книгах — 1812, 1813 і 1815 року).

### Гейдельберґ і Берлін: 1816—1831
1816 року Гегель повернувся до університетського викладання. До 1818 року він працював у Гайдельберзі, а з 1818 по 1831 рік — у Берліні. 1817 року Гегель опублікував перший варіант «Енциклопедії філософських наук», що складається з «Науки логіки» (так званої, «Малої логіки», на відміну від «Великої логіки» 1812 — 1815 років), «Філософії природи» і «Філософії духу» (за життя Гегеля «Енциклопедію» двічі перевидано — у 1827 і 1833 роках). У Берліні Гегель став «офіційним філософом», хоча й не в усьому поділяв політику прусської влади. Він опублікував «Філософію права» (1820 рік, на титулі — 1821), вів активну лекційну діяльність, писав рецензії, готував нові видання своїх робіт. У нього з'явилися безліч учнів.
У неділю 14 листопада 1831 року перед обідом йому раптом стало погано. Лікарі нічого не змогли вдіяти, і до вечора Гегеля не стало. Причиною назвали холеру. Дружина пережила його на 24 роки. Їй довелося опікуватися синами, які осиротіли ще підлітками. Смерть Гегеля підняла ціну на його книжки. Марія навіть попросила всіх, до кого писав покійний чоловік, повернути його листи. Це дозволило їй дати дітям добру освіту. Старший з них, Карл, став успішним істориком.

## Особистісна характеристика
Гегель був дуже незвичайною людиною. Важко підбираючи слова при розмові на повсякденні теми, він цікаво розмірковував про складні речі. Міркуючи, він міг годинами стояти на місці, не звертаючи уваги на те, що відбувається. Через неуважність він міг не помітити черевиків, що залишилися в багнюці й гуляти далі босоніж. Заразом він був «душею компанії» і любив жіноче товариство. Міщанська скнарість поєднувалась у ньому з широтою душі, обережність — з авантюризмом. Гегелеві лекції збирали до двох сотень студентів. Професорів, про яких переказували безліч анекдотів, знали тоді ліпше за акторів. Хоча Гегель і читав лекції майже без папірця, слухати його все одно було важко. Більшість ходили не слухати філософа, а подивитися на нього. Дехто зі студентів одверто зізнавався професорові, що не розуміє, про що він говорить. Той у відповідь тільки саркастично посміхався, а одному з таких слухачів порадив поглибити знання географії, мов, і математики — настільки вважав своє вчення всеосяжним.
Одначе ніде його не буде «пошановано» так, як у Радянському Союзі. Мало не всі його твори дозволено до друку й їх вивчали в університетах СРСР. Одначе Гегель потрапив під гостре перо Карла Маркса. Той побачив у його творах «кінець німецької класичної філософії», а Володимир Ленін, читаючи в Гегеля пояснення Бога, на берегах книжки напише: «Бога шкода! Сволота ідеалістична!». Приблизно такі самі коментарі лунатимуть у радянських вишах упродовж сімдесяти років. Доповнюватиме їх зауваження К. Маркса: «[Гегель] — хороший засіб для отримання головного болю».

## Філософське вчення

### Гегелева діалектика
Див. також: Гегелева діалектика
Гегель створив систематичну теорію діалектики, центральними поняттями якої є теза, антитеза та синтез (у Гегеля ці поняття називаються по-іншому). Ключові поняття Гегелівської діалектики:
- Правдиве є цілим: Тільки ціле є правдивим, а окремі речі — моменти цілого та окремо взяті є неправдивими. Гегель вважає, що антитеза перебуває в тезі, бо обидва поняття співвідносяться до чогось вищого, спільного. Для цього потрібний прохід через інше. Отже, окреме існує тільки тому, що існує інше, разом із яким складає цілість.
- Противаги: В стані синтезу противаги між тезою та антитезою нейтралізуються. Вони одночасно зникають, залишаються та переходять на вищий рівень.
- Діалектика в мисленні та бутті: Для Гегеля діалектика є не тільки методом мислення, але й формою, в якій розвивається все буття. При цьому, діалектичний саморух нашого мислення та діалектичний саморух буття — по суті один і той самий процес.
- Єдність та боротьба протилежностей: Буття складається з багатьох протилежностей. Протилежності — рушійна сила, а рух — передумова існування, наприклад, потреба людської істоти. Потреба — суперечливість між наявним та бажаним станом. Із цієї суперечливості виникає людська дія.
- Кількісне та якісне: Констатація переходу від кількісних змін до якісних. Наприклад, вода не перестає бути рідиною доти, доки вона має температуру від 0 до 100 градусів. Нижче нуля вона стає твердою, а вище — набуває газоподібної форми.
- Розвиток від нижчого до вищого: в еволюції спостерігається розвиток від простіших структур до складніших.
- Заперечення заперечення: розвиток відбувається як заперечення заперечення (неґація неґації). Певний стан неґується, який своєю чергою неґується через новий стан, але таким чином, що попередній стан відновлюється, хоча в кількісно або якісно зміненій формі.
- Діалектика панування та кріпацтва: Приклад, який, можливо, надихнув Маркса. Теза свідомості поєднується із антитезою іншої свідомості. Обидві об'єднуються в битві, в якій ідеться про визнання. Синтеза — самосвідомість, проте, хазяїн та слуга залишаються. Не існувало б сенсу, який один другого вбив. Слуга сильніший пізніше, оскільки він є ближчим до природи. «Опрацьовуючи» природу, він стає хазяїном над нею та над своєю служницькою натурою. Він може досягти справжньої свободи, якщо повстане проти свого хазяїна. Синтезою цієї діалектики є свобода. Що світова історія походить із абсолютного духу, який є вільним, то розвиток подій можна пов'язати зі свободою. Маркс виводить із цього ідею класової боротьби.

### Абсолютний ідеалізм
Гегель синтезує з суб'єктивного ідеалізму Фіхте (матеріальний світ є продуктом суб'єктивного духу) та об'єктивного ідеалізму Шеллінга (суб'єктивний дух є продуктом матеріального світу, а матеріальний є за своєю суттю об'єктивним духом) абсолютний ідеалізм, де суб'єктивний та об'єктивний дух ідентичні та водночас неідентичні.
Такий вислів не відповідає аристотелевій логіці. Однак Гегель саме хотів створити діалектичну логіку, яка перевершує Аристотелеву. В радянській літературі Гегелівська філософія помилково називалася об'єктивним ідеалізмом.

### Трирівневість вчення
Весь світовий процес, згідно з Гегелем, є саморозвитком світового духа. Ідеалізм Гегеля є філософією становлення. Абсолютне — результат розвитку. Воно є, зрештою, тим, чим воно дійсно є. Завданням філософії — саморозвиток духу, споглядати, думаючи. При цьому не тільки філософ розпізнає світовий дух у своєму розвитку, але і світовий дух є тим, хто думає у філософі. Просування у філософії відбуваються через одкровення духу. Кожна філософія часу показує стан розвитку світового духу. Завданням філософів — обрамувати її час у думках. Зазначений процес розвитку та пізнання здійснюється на трьох ступенях розвитку, яким відповідають три філософські дисципліни:
1. Філософія логіки: логіка діє не тільки для мислення, але й для буття. Отже, логічні поняття — не тільки закони мислення, але й буття (у суперечці про універсалії Гегель виступає реалістом). Логіка — зображення Бога в своїй вічній істоті перед створення природи та скінченного духу. Логіка — думки Бога перед створенням. Формальна логіка Аристотеля не є вищим принципом, оскільки наукова логіка повинна бути в змозі вирішувати суперечності.
2. Філософія природи: дух відчужується в матерії. У формі природи, яка пов'язана із часом та простором він губить свою самосвідомість.
3. Філософія духу: дух повертається до самого себе, але вже знаходиться на вищому рівні. Царство духу та його філософія, в свою чергу, поділяються на три рівні:
  1. Суб'єктивний дух: дух починає переходити із стану антитези в стан синтези. В окремій людині дух починає усвідомлювати самого себе. «Людина знає про Бога в тому сенсі, що Бог в людині знає про самого себе». Вважається, що це пантеїстичний Бог, а не християнський, хоча Гегель намагався дистанціюватися від такого закиду.
  2. Об'єктивний дух: царство об'єктивного духу — право, мораль і «моральність» — родина, громадянське суспільство, держава, а також (політична) історія людства, в якій розвиваються всі ці інституції. Отже, філософія історії Гегеля — додаток до вчення про об'єктивний дух. Дух виникає в людському суспільстві в формі надіндивідуальних, об'єктивних законів — в етиці. Держава — по своїй суті етична ідея.
  3. Абсолютний дух, серед його складових:
    1. Мистецтво: суперечності між суб'єктивним та об'єктивним духом в суспільстві — причина руху історії. В творі мистецтва суб'єкт та об'єкт показано в гармонії.
    2. Релігія: над мистецтвом стоїть релігія. Вона являє собою внутрішню гармонію суб'єкта та об'єкта, яка перебуває в мистецтві у формі зовнішньої чуттєвості.
    3. Філософія: найвища форма, в якій існує абсолютний дух. Споглянуте в мистецтві та уявлене й відчуте в релігії об'єднується в чистій формі в філософії. Дух повернувся до себе назад. Цікаво, що під філософією Гегель розумів саме свою філософію. Тут світовий дух вперше знайшов себе повністю. Гегель вважав, що його філософія — найвищий рівень існування абсолютного духу, який взагалі є можливим, отже, останнім етапом історії філософії.

Критика: Гегель перейшов межі, які окреслив Іммануїл Кант.

### Філософія історії
Історія — саморозвиток об'єктивного духу. В першу чергу, це політична історія, а не мистецтво, релігія чи філософія. Останні є допоміжними факторами, але не розвиваються самі по собі.
Сенс та цінність буття окремої людини полягає тільки в її підлеглості історичній силі, особливо державі. Світовий дух діє через окрему людину, часто проти цілей та спрямувань останньої. Існує «хитрість розуму», яка діє так, щоб окрема людина в кожній стадії розвитку вчиняла  історично правильне. Таким чином, великі історичні особистості — інструменти світового духу.
Індивіди, народи, епохи — необхідні стадії переходу у великому світо-історичному процесі. Світова історія не є дном радості. Періоди радості є тільки чистими листками в ній. Світова історія є кінцевим пунктом, який в нейтралізованому сенсі є водночас початком. Подорож духу порівнюється із подорожжю Одіссея, який повертається до свого вихідного пункту, але вже у зміненій формі.
Історія здійснила у визначений час історично необхідне та розумне. «Все що є розумним, є реальним, все що є реальним, є розумним.» Як зазначив Адорно: «після Аушвіца це не може бути дійсним». Коли Гегелю вказували на нерозумність та погане у світі, він казав, що ці речі не мають реальності, вони є тільки явищами. Отже, масові вбивства не мають реальності (для порівняння — вчення про зло у Платона).
Здійснення демократичних вимог мислилося Гегелем у вигляді компромісу зі становим ладом, у рамках конституційної монархії. Також Гегель визначає три фази розвитку свободи:
- східна деспотія — тільки одна особа вільна;
- грецько-римський світ — деякі є вільними;
- християнсько-германська спільнота, де в принципі всі вільні (недарма, його, гегелівська, філософія виникла в Німеччині). Таким чином, дух повертається до себе назад.

## Основні твори
Всі твори Гегеля можна класифікувати відповідно до поділу в «Енциклопедії філософських наук»:
1. «Наука логіки»
  - «Наука логіки» (Wissenschaft der Logik, 1812-16, перероблене видання 1831; також називається Малою наукою логіки)
2. «Філософія природи» (Naturphilosophie)
3. «Філософія духу» (Philosophie des Geistes)
  - «Феноменологія духу» (Phänomenologie des Geistes, 1806/07 — первісно перша частина першого, неповного варіанту системи під заголовком «Система наук»)
  - «Основи філософії права» (Grundlinien der Philosophie des Rechts, (1821, український переклад — видавництво Юніверс, 2000, перекладач Роман Осадчук)
  - «Філософія історії» (Philosophie der Geschichte) (опублікована посмертно)
  - «Філософія релігії» (Philosophie der Religion) (опублікована посмертно)
  - «Лекції з естетики» (Vorlesungen über die Ästhetik) (опублікована посмертно)
  - «Лекції з історії філософії» (Vorlesungen über die Geschichte der Philosophie) (опублікована посмертно)

Твори, які не відносяться до системи і малі твори:
- «Філософська пропедевтика»
- «Позитивність християнської релігії» (Die Positivität der christlichen Religion, 1795/96)
- «Дух християнства і його доля» (Der Geist des Christentums und sein Schicksal, 1799/1800)
- «Стан Німеччини» (Die Verfassung Deutschlands, 1800-02)
- «Різні форми, які мають місце в нинішній філософії» (Mancherlei Formen die beim jetzigen Philosophieren vorkommen, 1801)
- «Різниця філософських систем Фіхте і Шеллінга» (Die Differenz des Fichteschen und Schellingschen Systems der Philosophie, 1801)
- «Про сутність філософської критики» (Über das Wesen der philosophischen Kritik, 1802)
- «Як здоровий глузд розуміє філософію» (Wie der gemeine Menschenverstand die Philosophie nehme, 1802)
- «Ставлення скептицизму до філософії» (Verhältnis des Skeptizismus zur Philosophie, 1802)
- «Віра і знання, або Рефлексивна філософія суб'єктивності в повноті її форм як філософія Канта, Якобі і Фіхте» (Glauben und Wissen oder Reflexionsphilosophie der Subjektivität in der Vollständigkeit ihrer Formen als Kantische, Jacobische und Fichtesche Philosophie, 1803)
- «Про наукові способи трактування природного права» (Über die wissenschaftlichen Behandlungsarten des Naturrechts, 1803)
- «Хто мислить абстрактно?» (Wer denkt abstrakt? — 1807, фрагмент)
- «Твори Фрідріха Генріха Якобі» (Friedrich Heinrich Jacobis Werke, 1817)
- «Слухання у зборах земських чинів Вюртембергського королівства в 1815 і 1816 році» (Verhandlungen in der Versammlung der Landstände des Königreichs Württemberg im Jahr 1815 und 1816, (1817)
- «Твори і листування Зольгера…» (Solgers nachgelassene Schriften und Briefwechsel, 1828)
- «Твори Гаманна» (Hamanns Schriften, 1828)
- «Про основи, членування і хронологію світової історії» (Über Grundlage, Gliederung und Zeitenfolge der Weltgeschichte. Von J. Görres, 1830)
- «Про англійський Білль про реформу» (Über die englische Reformbill, 1831)

### Твори Гегеля
- Основи філософії права. — Київ: Юніверс, 2000. — 336 с. [Архівовано 3 лютого 2016 у Wayback Machine.] (рос. переклад [Архівовано 27 квітня 2021 у Wayback Machine.])
- Феноменолоґія духу. — Київ: Основи, 2004. — 548 с. [Архівовано 12 березня 2016 у Wayback Machine.]
- Твори Геґеля в Бібліотеці «Чтиво» [Архівовано 8 серпня 2020 у Wayback Machine.]
- Георг Вільгельм Фрідріх Гегель в Бібліотеці Максима Мошкова [Архівовано 26 січня 2011 у Wayback Machine.](рос.)
- Роботи Гегеля з даними для цитування. Схеми з філософії Гегеля [Архівовано 25 червня 2011 у Wayback Machine.](рос.)
- Гегель на сторінках philolex.de [Архівовано 11 червня 2007 у Wayback Machine.] (нім.)

### Про нього
- С. Федчишин. Естетика Геґеля (1928) [Архівовано 12 жовтня 2020 у Wayback Machine.]